# Temelucha contracta
Temelucha contracta är en stekelart som beskrevs av Dasch 1979. Temelucha contracta ingår i släktet Temelucha och familjen brokparasitsteklar. Inga underarter finns listade i Catalogue of Life.